# Tyulen’i Islands
Die Tyulen’i Islands (russisch Острова Тюлени Ostrowa Tjuleni, deutsch ‚Hundsrobbeninseln‘; in Australien Tjulen Islands) sind eine Gruppe aus drei in ostwestlicher Ausrichtung aufgereihter und sehr kleiner Inseln vor der Küste des ostantarktischen Königin-Marie-Lands. Im südlichen Teil der Haswell-Inseln liegen sie 1,5 km vor dem antarktischen Festland und 1,9 km westlich des Mabus Point sowie unmittelbar westlich der Stroiteley Islands.
Der US-amerikanische Kartograph Gardner Gardner Dean Blodgett kartierte sie 1955 anhand von Luftaufnahmen der Operation Highjump (1946–1947). Sowjetische Wissenschaftler fertigten 1956 weitere Luftaufnahmen an und nahmen die Benennung vor. Das Advisory Committee on Antarctic Names übertrug diese Benennung 1968 in einer Teilübersetzung ins Englische.